# Sikièye
Sikièye (auch: Sikiay, Sikié, Sikiey) ist ein Dorf in der Landgemeinde Namaro in Niger.

## Geographie
Das von einem traditionellen Ortsvorsteher (chef traditionnel) geleitete Dorf befindet sich rund 16 Kilometer südöstlich von Namaro, dem Hauptort der gleichnamigen Landgemeinde, die zum Departement Kollo in der Region Tillabéri gehört. Sikièye liegt am rechten Ufer des Flusses Niger. Zu den Siedlungen in der näheren Umgebung von Sikièye zählen stromabwärts Guillawa und stromaufwärts Balati. Die Landschaft um Sikèye ist von großen Sanddünen und Flussterrassen geprägt. Die Siedlung wird wie die gesamte Gemeinde Namaro zur Übergangszone zwischen Sahel und Sudan gerechnet.

## Geschichte
Sikièye war einer jener Orte im heutigen Niger, an denen sich nach dem Untergang des Songhaireichs im Jahr 1591 Songhai-Flüchtlinge unter einem Nachkommen der Herrscherdynastie Askiya niederließen. Mitte des 17. Jahrhunderts wurde Sikièye Teil des Herrschaftsbereichs von Gindé Marieizé, des Herrschers von Namaro. Der staatliche Stromversorger NIGELEC elektrifizierte das Dorf ab 2012.

## Bevölkerung
Bei der Volkszählung 2012 hatte Sikièye 988 Einwohner, die in 112 Haushalten lebten. Bei der Volkszählung 2001 betrug die Einwohnerzahl 957 in 119 Haushalten und bei der Volkszählung 1988 belief sich die Einwohnerzahl auf 969 in 126 Haushalten.

## Wirtschaft und Infrastruktur
Die Dorfbevölkerung baut Maniok, Kürbisse und Reis für den Verkauf an. Die Absatzmärkte für diese Erzeugnisse befinden sich im Hauptort Namaro, in Boubon und in Karma. Eine Investorengruppe aus Malaysia plante 2013 bei Sikièye und dem Nachbardorf Yonkoto die Errichtung eines 766 Hektar großen Komplexes zur industriellen Tierhaltung. Mit einem Centre de Santé Intégré (CSI) ist ein Gesundheitszentrum im Dorf vorhanden. Es gibt eine Schule. Diese war in den 1970er Jahren an einem groß angelegten Schulfernsehen-Projekt beteiligt, aus dem das erste nationale Fernsehprogramm der staatlichen Rundfunkanstalt ORTN hervorging. Etwas außerhalb des Ortsgebiets verläuft die Nationalstraße 4.